# Mariano II d'Arborea
Mariano II di Arborea (Oristano, 1230 circa – Oristano, 1297) fu giudice di Arborea dal 1241 fino al 1297. Apparteneva alla dinastia dei de Serra Bas.

## Biografia

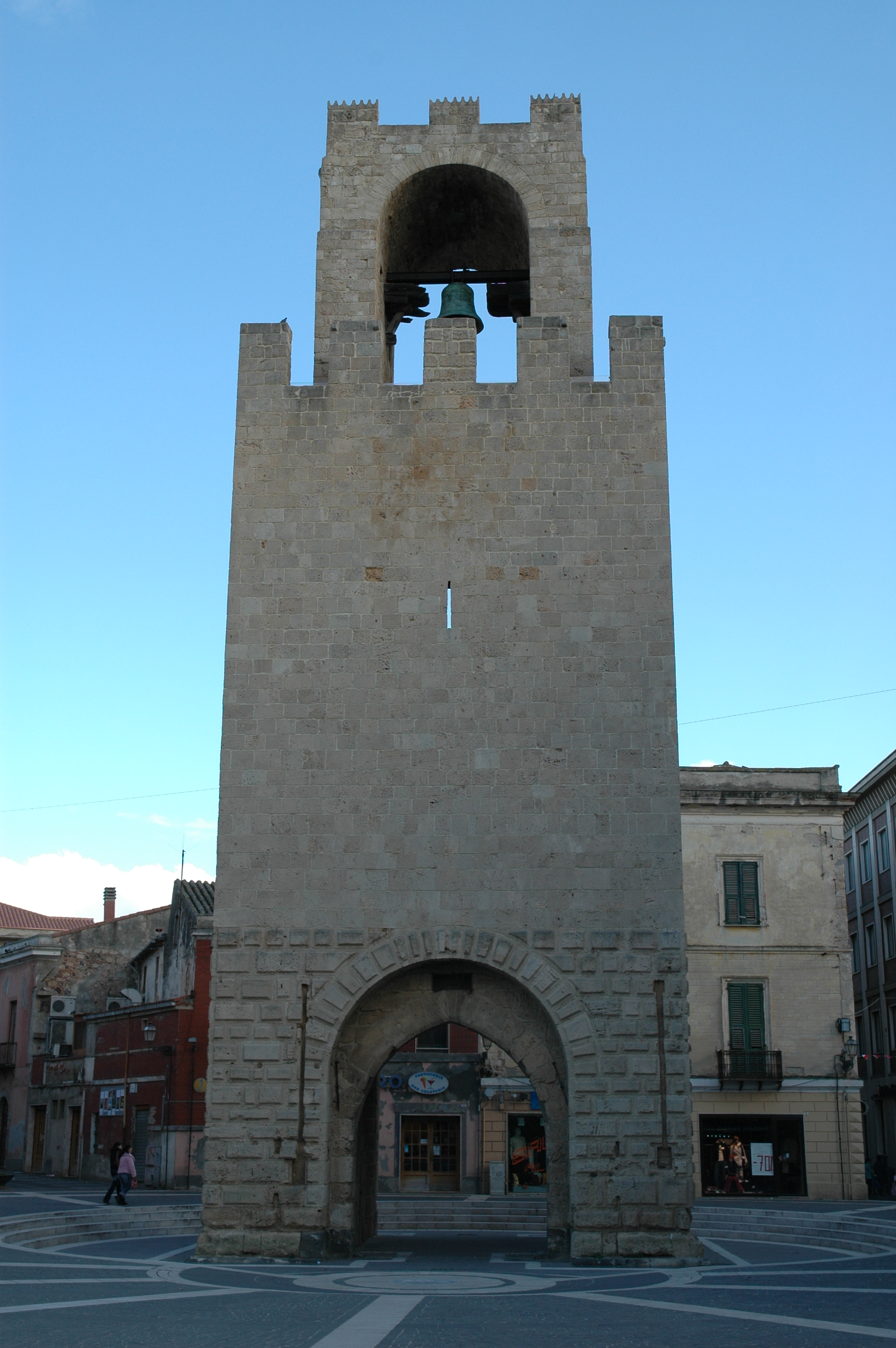
Torre di Mariano II ad Oristano

Figlio del precedente giudice Pietro II di Arborea e della seconda moglie Sardinia, prese il potere, ancora minorenne, nel 1241 dopo la sua morte a seguito dell'elezione da parte della Corona de Logu. 
Suo tutore fu Guglielmo di Capraia, che lo costrinse a riconoscere come co-giudice il figlio Nicolò. Tuttavia nel 1264 Guglielmo morì, allora Mariano imprigionò e uccise Nicolò, cominciando così a governare autonomamente e ottenendo i territori nel giudicato di Cagliari che erano di loro proprietà dal 1258. 
I suoi ottimi rapporti con i Donoratico gli diedero l'opportunità di diventare cittadino giurato pisano dal 17 giugno 1265.
Per lungo tempo soggiornò a Pisa, dove sposò Anna, una figlia di Andreotto Saracino Caldera, e nel 1287, organizzò il futuro matrimonio del figlio Giovanni de Serra Bas, detto Chiano, con Giacomina della Gherardesca, il cui padre era il conte Ugolino. Dalla Nuova Cronica di Giovanni Villani si apprende che Mariano II era: «uno dei più grandi e possenti cittadini d'Italia, tenente in Pisa numerosa corte e codazzo di cavalieri, che seco lui rumoreggiavano per quelle vie». Mariano II fu abile nel non farsi travolgere dalle lotte intestine pisane tra le fazioni guelfe e quelle ghibelline.
Nel 1274, approfittando di una difficile situazione politico-dinastica interna al giudicato di Torres, conquistò il castello di Monforte nella Nurra e lo restaurò lasciando un'epigrafe, oggi conservata al museo di Sassari. Nel 1277 le conquiste furono riconosciute dal papa Giovanni XXI e così s'annetté una parte di territorio da Montiferru a Monteacuto con i relativi castelli e le terre logudoresi vennero divise in due grandi tronconi, uno a nord e l'altro a sud. Con abili mosse militari e politiche arrivò a controllare più della metà dell'isola e nei territori dell'Arborea si trovavano oramai le maggiori pianure ed i più ricchi giacimenti di metalli preziosi. La ricchezza dell'Arborea era ancora più opulenta, se confrontata con la crisi economica che colpì l'intera Europa in quel periodo. Mantenne ottimi rapporti anche con il re Pietro III d'Aragona con il quale intercesse nel 1284 per la restituzione di quattro galee catturate dai pisani nel golfo di Cagliari.
Morto il conte Ugolino della Gherardesca nel 1289, il 4 gennaio 1295, cambiò improvvisamente politica e si alleò col comune di Pisa cui lasciò in eredità parte dei territori avuti dai Capraia. Prese parte - in seguito - coi della Gherardesca all'assedio di Villa di Chiesa difesa da Guelfo dei Donoratico, figlio di Ugolino, e quando questi nel 1297, ferito, si rifugiò a San Leonardo di Siete Fuentes, secondo alcune fonti, fu avvelenato per estendere poi i confini del regno all'argentifero possedimento del Cixerri. Morì in data imprecisata, prima del 16 dicembre 1297, lasciando il giudicato al figlio Chiano ed onorando l'impegno assunto con il comune di Pisa, cui concesse la terza parte del cagliaritano.
Nel 1297, poco dopo la morte di Mariano II papa Bonifacio VIII costituì il regno di Sardegna e Corsica, infeudandolo al re della Corona d'Aragona Giacomo II il Giusto (1295 - 1327) e permettendogli così di occupare le due isole.
Mariano II è anche famoso per aver fatto erigere la Chiesa di San Pietro di Zuri (dove, nel mensolone di imposta dell'arco trionfale, è scolpito un suo rarissimo ritratto) e soprattutto, nel 1290, la Torre di Mariano II, una delle due principali porte d'ingresso dell'antica cinta muraria della città di Oristano.